# Unified Link Layer API
ULLA, sigles de Unified Link Layer API, és una interfície de programació (API) perquè les aplicacions puguin interaccionar a través d'una interfície única i tecnològicament independent amb qualsevol tipus de xarxa sense fil disponible en un terminal mòbil.
ULLA és fruit del projecte d'investigació GOLLUM finançat per la Unió Europea dintre del VI Programa Marco d'Investigació.
Pertany al grup de les Tecnologies per a la Societat de la informació.